# Sorba Thomas
Benjamin Sorba William Thomas (London, 1999. január 25. –)  angol születésű walesi válogatott labdarúgó, a Blackburn Rovers játékosa kölcsönben a Huddersfield Town csapatától.

## Pályafutása

### Klubcsapatokban
A West Ham United és a Boreham Wood korosztályos csapataiban nevelkedett. 2018 januárjában egy hónapra csatlakozott kölcsönben a Cheshunt csapatához. 2021. január 13-án a Huddersfield Town a 2023–24-es szezon végéig szerződtette, valamint egy éves opciót is. Február 13-án mutatkozott be a Wycombe Wanderers ellen 3–2-re elvesztett másodosztályú bajnoki mérkőzésen. Augusztus 28-án első bajnoki gólját szerezte meg a Reading csapata ellen. Szeptember 10-én a hónap játékosa díjat kapta meg. 2022 májusában 2026 nyaráig meghosszabbították a szerződését. 2023. január 25-én kölcsönbe került a Blackburn Rovers csapatához.

### A válogatottban
2020 márciusában az angol válogatott C-csapatjába kapott meghívót a walesi C ellen, de a Covid19-pandémia miatt törölték a mérkőzést. 2021 szeptemberében kapott a walesi válogatottba a Csehország és az Észtország elleni 2022-es labdarúgó-világbajnokság-selejtező mérkőzéseire. Október 8-án Csehország ellen debütált. Pályára lépett a  2022-es labdarúgó-világbajnokságon.

## Sikerei, díjai
- EFL Championship – A hónap játékosa: 2021 augusztus[7]